# Кэннон, Трентон
Трентон Кэннон (англ. Trenton Cannon; 23 июля 1994, Хамптон, Виргиния) — профессиональный футболист, раннинбек и специалист по возвратам клуба НФЛ «Теннесси Тайтенс». На студенческом уровне играл за команду университета штата Виргиния. На драфте НФЛ 2018 года был выбран в шестом раунде.

## Биография

### Любительская карьера
Трентон Кэннон окончил старшую школу Кекотан в Хамптоне. В 2014 году он поступил в Университет Шеперда. В основной состав футбольной команды Кэннон пробиться не сумел, сыграв за год в шести матчах и набрав в них 216 ярдов на выносе. На следующий год он перевёлся в Университет штата Виргиния. В сезоне 2015 года в качестве игрока стартового состава он провёл десять игр, набрав на выносе 1178 ярдов и сделав 11 тачдаунов. На третьем курсе, в 2016 году, он был игроком резерва, но снова смог набрать более 1000 выносных ярдов. Он также выходил на поле в составе спецкоманд, набрав на возврате 449 ярдов и занеся один тачдаун. В последний год в университете Кэннон заработал 1638 выносных ярдов и вошёл в состав символической сборной II дивизиона NCAA.

#### Статистика выступлений в NCAA
| Сезон | Команда                 | Игры | Вынос | Вынос | Вынос | Вынос | Приём | Приём | Приём | Приём |
| Сезон | Команда                 | Игры | Att   | Yds   | Y/A   | TD    | Rec   | Yds   | Y/A   | TD    |
| ----- | ----------------------- | ---- | ----- | ----- | ----- | ----- | ----- | ----- | ----- | ----- |
| 2014  | Шеперд Рэмс             | 6    | 47    | 216   | 4,6   | 2     | 3     | 28    | 9,3   | 0     |
| 2015  | Виргиния Стейт Тродженс | 10   | 174   | 1183  | 6,8   | 9     | 9     | 182   | 20,2  | 2     |
| 2016  | Виргиния Стейт Тродженс | 11   | 168   | 1214  | 7,2   | 18    | 18    | 203   | 11,3  | 2     |
| 2017  | Виргиния Стейт Тродженс | 11   | 212   | 1638  | 7,7   | 17    | 21    | 225   | 10,7  | 3     |
| Всего | Всего                   | 38   | 601   | 4251  | 7,1   | 46    | 51    | 638   | 12,5  | 7     |

### Профессиональная карьера
В 2018 году Кэннон вышел на драфт НФЛ. Оценивая его перспективы, аналитики сайта лиги отмечали хорошую стартовую скорость игрока, его способность уходить от захватов защитников и эффективность в составе спецкоманд. К минусам относили небольшие габариты игрока и недостаток мышечной массы, не позволяющий ему продавить соперника после контакта.
На драфте он был выбран клубом «Нью-Йорк Джетс» в шестом раунде. В мае 2018 года он первым из задрафтованных игроков подписал с командой контракт новичка.
В Национальной футбольной лиге Кэннон дебютировал на первой игровой неделе в победной игре против «Детройт Лайонс», набрав 15 выносных ярдов. В течение сезона он являлся третьим раннинбеком команды после Айзейи Кроуэлла и Билала Пауэлла. На четырнадцатой игровой неделе в матче против «Баффало Биллс» он занёс первый тачдаун в своей профессиональной карьере. Всего в регулярном чемпионате он набрал 113 выносных ярдов и 144 ярда на приёме. Также Кэннон регулярно выходил на поле в составе спецкоманд, несмотря на то, что во время предсезонной подготовки испытывал проблемы с сохранением мяча на возврате. В 2019 году он сыграл в четырёх матчах регулярного чемпионата, в среднем набирая 19,2 ярдов на попытку возврата. В ноябре клуб внёс его в список травмированных из-за повреждения голеностопа. Перед стартом сезона 2020 года «Джетс» отчислили его, после чего Кэннон подписал контракт с «Каролиной». В составе «Пэнтерс» он принял участие в четырнадцати играх чемпионата, набрав 298 ярдов на возвратах. В августе 2021 года клуб отчислил его. В начале сентября Кэннон заключил соглашение с «Балтимором», заменив в составе травмированного Джастиса Хилла.
В составе «Балтимора» в чемпионате 2021 года Кэннон провёл одну игру против «Рэйдерс», после чего был выставлен на драфт отказов. На следующий день после этого, 16 сентября, он подписал контракт с «Сан-Франциско Форти Найнерс», заменив выбывшего до конца сезона Рахима Мостерта. До конца сезона он провёл ещё одиннадцать матчей, в среднем набирая по 20,5 ярдов на попытку возврата. В межсезонье он покинул клуб и в статусе свободного агента подписал контракт с «Теннесси Тайтенс». В игре второй недели регулярного чемпионата 2022 года Кэннон получил разрыв крестообразных связок колена и выбыл из строя до конца сезона.

#### Статистика выступлений в НФЛ

##### Регулярный чемпионат
| Сезон | Команда                     | Игры | Вынос | Вынос | Вынос | Вынос | Приём | Приём | Приём | Приём |
| Сезон | Команда                     | Игры | Att   | Yds   | Y/A   | TD    | Rec   | Yds   | Y/A   | TD    |
| ----- | --------------------------- | ---- | ----- | ----- | ----- | ----- | ----- | ----- | ----- | ----- |
| 2018  | Нью-Йорк Джетс              | 16   | 38    | 113   | 3,0   | 1     | 17    | 144   | 8,5   | 0     |
| 2019  | Нью-Йорк Джетс              | 4    | 0     | 0     | 0,0   | 0     | 0     | 0     | 0,0   | 0     |
| 2020  | Каролина Пэнтерс            | 14   | 10    | 33    | 3,3   | 0     | 3     | 16    | 5,3   | 0     |
| 2021  | Балтимор Рэйвенс            | 1    | 2     | 5     | 2,5   | 0     | 0     | 0     | 0,0   | 0     |
| 2021  | Сан-Франциско Форти Найнерс | 11   | 1     | -1    | -1,0  | 0     | 0     | 0     | 0,0   | 0     |
| 2022  | Теннесси Тайтенс            | 2    | 0     | 0     | 0,0   | 0     | 0     | 0     | 0,0   | 0     |
| Всего | Всего                       | 48   | 51    | 150   | 2,9   | 1     | 20    | 160   | 8,0   | 0     |

| Сезон | Команда                     | Игры | Вынос | Вынос | Вынос | Вынос | Приём | Приём | Приём | Приём |
| Сезон | Команда                     | Игры | Att   | Yds   | Y/A   | TD    | Rec   | Yds   | Y/A   | TD    |
| ----- | --------------------------- | ---- | ----- | ----- | ----- | ----- | ----- | ----- | ----- | ----- |
| 2021  | Сан-Франциско Форти Найнерс | 1    | 0     | 0     | 0,0   | 0     | 0     | 0     | 0,0   | 0     |
| Всего | Всего                       | 1    | 0     | 0     | 0,0   | 0     | 0     | 0     | 0,0   | 0     |